# Église Saint-Étienne de Baïgorry
L'église Saint-Étienne de Baïgorry a donné son nom à la commune de Saint-Étienne-de-Baïgorry où elle est située dans le département des Pyrénées-Atlantiques.

## Histoire

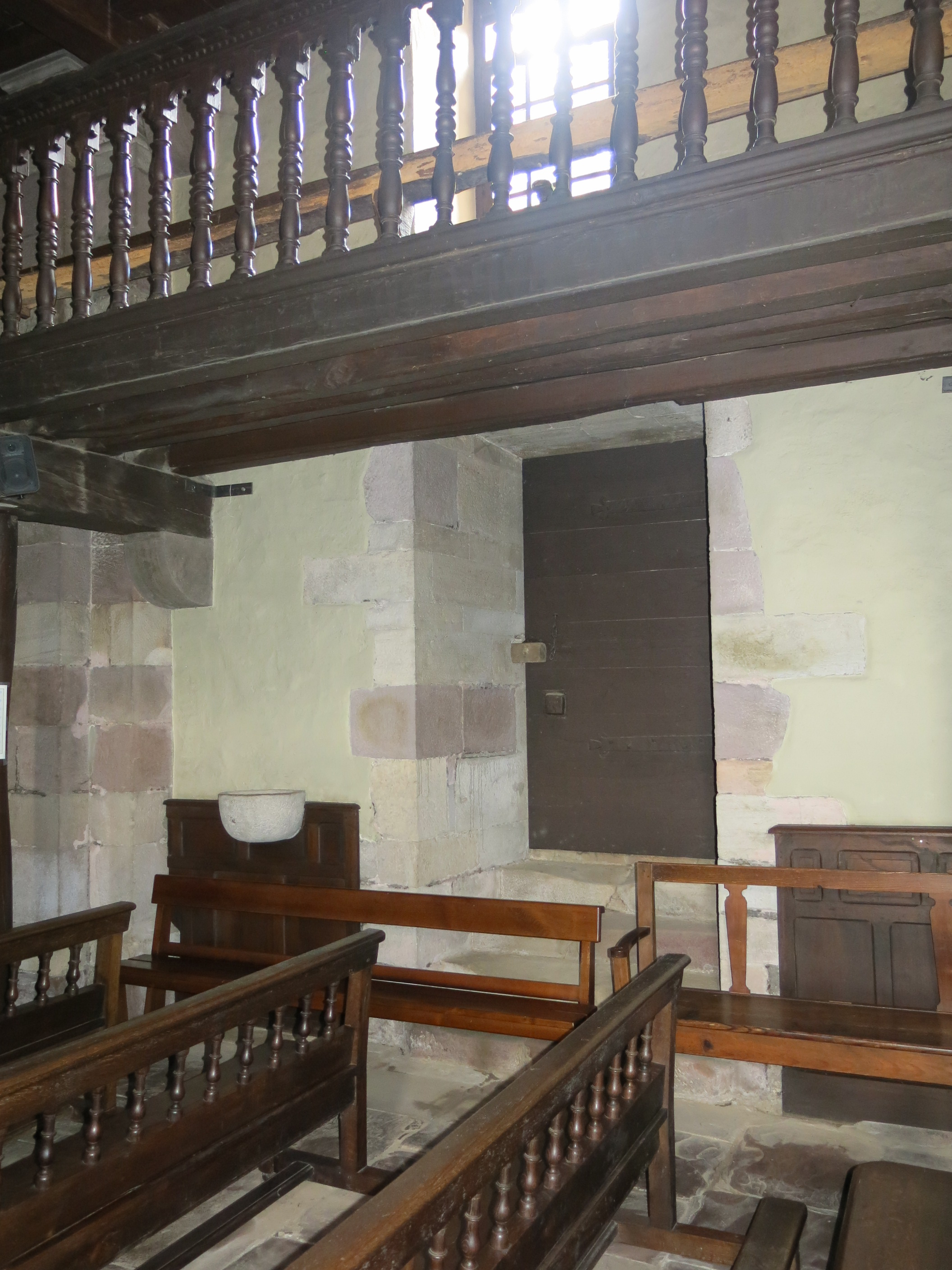
Porte et bénitier des cagots.

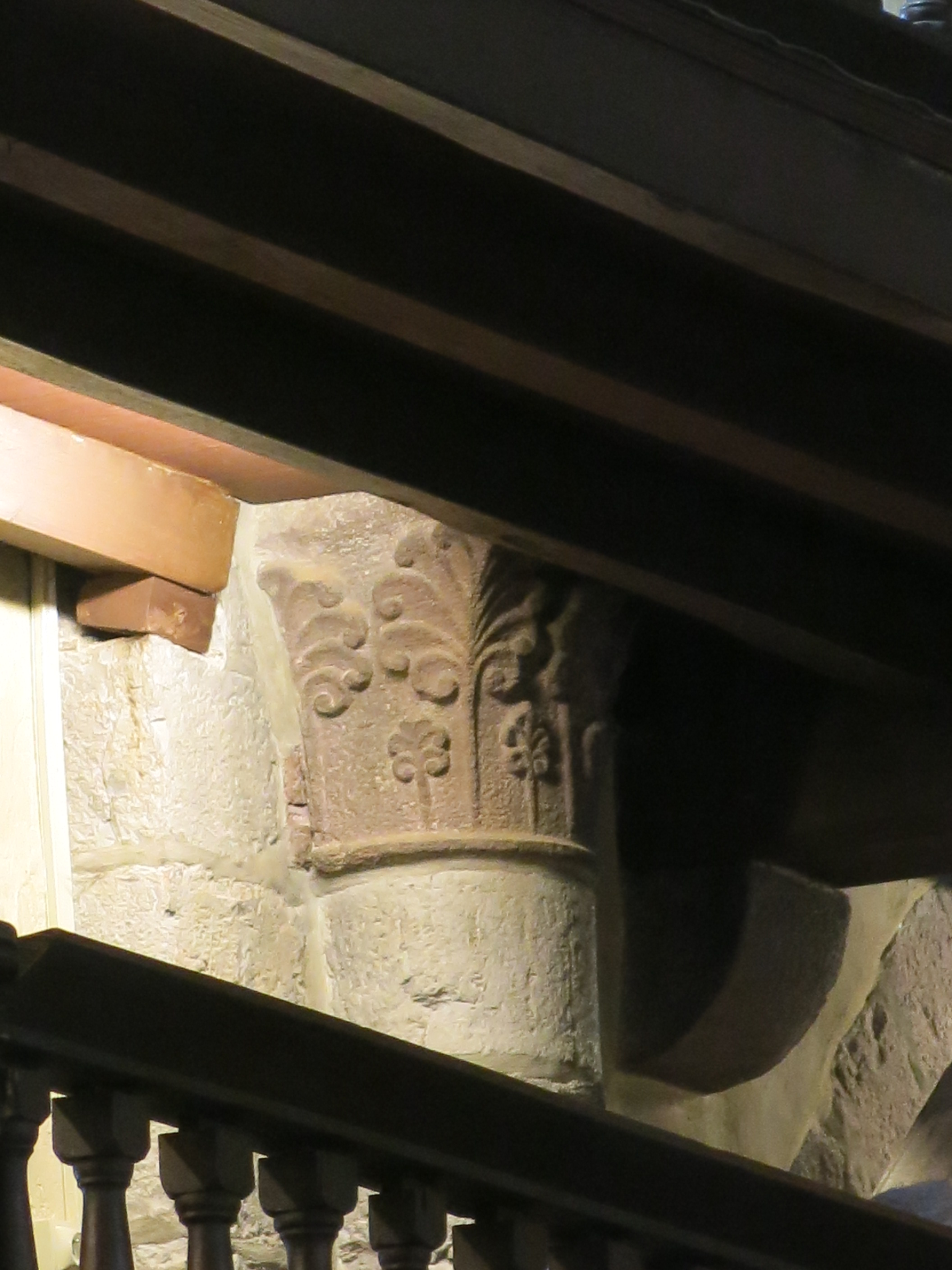
Chapiteau de colonne romaine réutilisée pour la construction de l'église.

L'église est construite près de la rivière de la Nive des Aldudes et parallèlement à elle. Elle est orientée vers le sud-ouest, mais l'entrée principale est située sur le côté sud.
Selon l'abbé Haristoy, l'église aurait été construite au XIe siècle dans le style romano-byzantin. En 1236, le roi Thibaut Ier de Navarre la place sous la juridiction du monastère de Roncevaux.
Le bâtiment conserve, surtout à l'extérieur, la trace de nombreux remaniements architecturaux différents non documentés.
En 1733, la nef en briques est construite et en 1791 le clocher. Il héberge deux cloches récentes, Joanna et Mathildis, bénies en 1929. Jusqu'en 1927, date de la dernière inhumation, un cimetière entourait l'église avant son transfert hors du bourg.
L'église est inscrite au titre des monuments historiques par arrêté du 18 avril 2014, puis classée le 9 juin 2015.

## Description
En entrant dans la nef à droite se trouve la porte des cagots ainsi qu'un bénitier. Et à gauche, la dalle funéraire de Jean d'Etxauz mort en 1661. La deuxième chapelle à gauche est celle des vicomtes d'Etxauz.
À cette hauteur, de chaque côté de la nef, se trouve une colonne romaine réemployée, avec un chapiteau primitif.
On remarque plusieurs tableaux dans le chœur : au centre, La Lapidation de Saint Étienne, sur la droite, Saint Joseph portant l'Enfant Jésus tenant des lys, sur la gauche La Vierge Marie et l'Enfant Jésus tendant un rosaire à Saint Dominique et Sainte Catherine de Sienne.
L'autel principal est orné de statues des douze Apôtres et du  Bon Pasteur et de deux panneaux de bois de style maniériste : l'adoration des mages à gauche et la descente de Croix à droite. Il aurait été offert par Mgr Bertrand d'Etxauz, évêque de Bayonne (1519-1568).
L'orgue au dessus de l'entrée a été installé par Rémy Malher, inspiré par les orgues baroques du XVIIIe siècle d'Allemagne du Sud.